# Wenedikt Petrowitsch Dschelepow
Wenedikt Petrowitsch Dschelepow, russisch Венедикт Петрович Джелепов, englische Transkription Venedikt Dzhelepov, (* 12. April 1913 in Moskau; † 12. März 1999 in Dubna (Moskau)) war ein russischer Physiker, bekannt zu Forschungen zur Myonen-Kernfusion, zur experimentellen Kern- und Elementarteilchenphysik und Beschleunigerphysik.

## Leben
Dschelepow studierte von 1932 bis 1937 nach einer Elektrikerlehre in Leningrad am dortigen Polytechnikum. Er arbeitete am Radium-Institut der Akademie der Wissenschaften unter Igor Wassiljewitsch Kurtschatow. Von 1937 bis 1941 war er Soldat unter anderem im Krieg gegen Finnland. Von 1941 bis 1943 war er am Joffe-Institut in Leningrad und mit diesem nach Kasan evakuiert. Von 1943 bis 1948 war er unter Kurtschatow stellvertretender Leiter des Labors Nr. 2, an dem die geheime sowjetische Forschung zur Kerntechnik stattfand (das spätere Kurtschatow-Institut). Von 1948 bis 1956 war er stellvertretender Leiter des Hydrauliklabors der Akademie der Wissenschaften, das ab 1954 Institut für Kernprobleme in Dubna war. Von 1956 bis 1989 war er dessen Direktor am nunmehrigen Vereinigten Institut für Kernforschung, in dessen Rat er von 1957 bis 1975 war. 1947 wurde er promoviert und 1954 habilitierte er (russischer Doktortitel). 1961 wurde er Professor.
Er befasste sich mit experimenteller Kern- und Elementarteilchenphysik und Beschleunigerphysik und war am Bau des ersten sowjetischen Synchrotrons in Dubna beteiligt. Dschelepow befasste sich auch mit medizinischen Anwendungen der Kernphysik in der Krebstherapie. Mitte der 1960er Jahre fand er das überraschende und damals nicht erklärbare Phänomen eines Anstiegs der Fusionsraten bei Myon-katalysierter Fusion in Deuteriummolekülen mit der Temperatur. 1967 fand E. A. Vesman eine Erklärung in Resonanzeffekten mit komplizierteren Molekülen. 1979 bestätigte seine Gruppe einen von Ponomarjow vorhergesagten Resonanzeffekt bei Tritium-Deuterium-Gemischen, der die Fusionsrate erheblich steigerte. Das trug damals zur Wiederbelebung des Interesses an Myon-katalysierter Fusion auch im Westen bei.
Von 1977 bis 1982 war er in der internationalen Kommission für zukünftige Beschleuniger der IUPAP.
1986 erhielt er die Kurtschatow-Goldmedaille mit Leonid Iwanowitsch Ponomarjow (der führend in der theoretischen Forschung zur Myon-katalysierten Fusion in der Sowjetunion war). 1951 und 1953 erhielt er den Stalinpreis, 1953 den Leninorden, 1983 den Orden der Oktoberrevolution und zweimal den Orden des Roten Banners der Arbeit (1962, 1974). Er war Ehrenbürger von Dubna, wo 2013 ihm und Bruno Pontecorvo ein Denkmal errichtet wurde. Außerdem ist dort nach ihm eine Straße benannt. 1966 wurde er korrespondierendes Mitglied der Russischen Akademie der Wissenschaften. Seit 1946 war er Mitglied der KPdSU.
1961 bis 1988 war er im Herausgebergremium der Zeitschrift Journal of Experimental and Theoretical Physics (JETP). Der Kernphysiker Boris Sergejewitsch Dschelepow war sein älterer Bruder.